# لويس أبيل
لويس أبيل (بالإنجليزية: Louis Abell)‏ هو موجه قوارب ‏ أمريكي، ولد في 21 يوليو 1884 في إليزابيث في الولايات المتحدة، وتوفي بنفس المكان في 25 أكتوبر 1962.

## وصلات خارجية
- لويس أبيل على موقع الاتحاد الدولي للتجديف (الإنجليزية)
- لويس أبيل على موقع اللجنة الأولمبية الدولية (الإنجليزية)
- لويس أبيل على موقع أوليمبيديا (الإنجليزية)